# Долгуши (Ярославская область)
Долгуши — деревня в Даниловском районе Ярославской области. Входит в состав Дмитриевского сельского поселения.

## География
Находится в северо-восточной части Ярославской области на расстоянии приблизительно 27 км на юг-юго-запад по прямой от железнодорожного вокзала города Данилова, административного центра района.

## История
Деревня была отмечена еще на карте 1798 года. В 1859 году здесь (тогда деревня Романово-Борисоглебского уезда Ярославской губернии) было учтено 12 дворов, в 1898 — 11.

## Население
Численность населения: 62 человека (1859 год), 1 (русские 100 %) в 2002 году, 0 в 2010.